# 星乃美桜
星乃 美桜（ほしの みお、1993年11月21日-)は、日本の元AV女優。アローズ所属。

## 略歴・人物
2019年に「春川莉乃（はるかわ りの）」（1993年11月21日生、東京都出身）としてAVデビュー。バンビプロモーション所属。
2020年5月よりアローズに所属事務所を移し「星乃美桜」として活動。
趣味はアイドル鑑賞、特技はバレーボール・アイドルの振りのコピー。
2022年8月14日、自身のTwitterにてアローズを退所し、AV女優としての活動を終了した事を発表。

## 出演作品

### アダルトDVD
- 顔出しMM号 女子大生限定 ザ・マジックミラー 徹底検証! 男女の友情は成立する!? 12 友達関係のリアル素人大学生が日本一エロ〜い車の中で二人っきり♡ 人生初の真正中出しスペシャル! in池袋（12月19日、DEEP'S）※「ゆうき」名義、オムニバス作品
- 角オナニー 擦り付けたら止まらない13人（12月19日、かぐや姫Pt）※オムニバス作品

- 素人ナンパでセンズリ鑑賞 6 見るだけでいいんです!だからちょっと僕のチ●ポ見てもらえませんか?（1月19日、かぐや姫Pt）※オムニバス作品
- 素人娘の全裸図鑑 10 今時の女の子13名が恥らいながら脱衣していく様子をじっくり撮影した、変態紳士のためのヘアヌードコレクション（2月7日、かぐや姫Pt）※オムニバス作品
- 都内某有名スーパーマーケット店長撮影 万引きした美人妻に悪徳エロ店長が中出し折檻する動画（2月13日、カルマ）※オムニバス作品
- 閲覧注意! 入院中の僕の所にお見舞いに来てくれた彼女が目の前でDQNな先輩に寝取られてしまった話です…（2月13日、カルマ）※オムニバス作品
- 大事な愛娘の部屋から大人のオモチャが…。注意をしようと娘に話すとモジモジして俺を見つめる。ドキっとした瞬間、娘は俺を押し倒しチ●ポをオモチャ代わりに妻にもされないテクで俺を弄ぶエロ可愛い娘。（2月29日、NON）※オムニバス作品
- ゾウさんパンツでフェラ13人 ブリーフの先っちょからチ●ポを引っ張り出して喉奥でグポグポする気持ちいいフェラチオ（3月19日、かぐや姫Pt）※オムニバス作品
- 2020年度 ソフト・オン・デマンド株式会社 全裸入社式 新卒社員20名の桃色ま○こ 超羞恥4時間スペシャル!（4月9日、SODクリエイト）※「大矢美紗紀」名義
- 顔出し解禁!! マジックミラー便 都内有数の名門大学に通う高学歴女子大生 むれむれ生オマ○コ即クンニ編 洗ってないオマ○コを突然べろべろ舐められ恥じらいイキしたインテリJDはデカチンが欲しくてたまらない!!（4月19日、DEEP'S）※オムニバス作品
- 上京したての地方出身女子大生限定! はじめてのヌルヌル素股体験してみませんか? ゴム無しち●ぽと生ヒダま●こが擦れあって、互いの股間が愛液まみれ! すけべな匂いがム〜ン! くちゅくちゅしてたらツルンっとはいっちゃってイクイク連続生中出しスペシャル!（5月29日、赤面女子）※オムニバス作品
- SOD 女子社員 ファン大感謝祭 新入社員バスツアー! 抜きすぎ注意!? 射精回数合計100発で皆さま大満足SP! フレッシュで可愛い12名全員のSEXを収録した4時間ず〜っとシコシコOK号（6月11日、SODクリエイト）※「大矢美紗紀」名義
- マジックミラー号 真夏の海水浴場編 10代水着美少女が何度も射精させるほど高額賞金GET! 連続射精チャレンジ! 発射を促すためにキツキツ桃色おま○こに挿入も! 6名出演全員SEX合計16発射!（6月25日、SODクリエイト）※オムニバス作品
- むちむちデカ尻 神ブルマ ロリ美少女やぽっちゃり娘にピチピチブルマ&体操着を着せ、ハミパン、ムレムレワレメを毛穴まで見えるほどの超ドアップ接写!さらに尻コキ、着衣お漏らし放尿やブルマぶっかけ、生中出し等ブルマ好きに送る完全着衣フェチAV（6月25日、親父の個撮）
- 衝撃流出! 泥●OLを公衆便所に連れ込んで犯した動画（7月13日、カルマ）※オムニバス作品
- SOD女子社員 新入社員限定 ロリっ娘だらけの全裸で健康診断 未成熟な身体の10名を全裸にして真面目に検診しました♡（7月23日、SODクリエイト）※「大矢美紗紀」名義
- 義妹の無防備過ぎる尻に欲情してしまい 孕ませバック連続中出し（7月23日、アイエナジー）※オムニバス作品
- #アオハル #いっしょだとtkmk（7月24日、バリカワ）※オムニバス作品
- 看護師の義妹が僕の前であざと可愛く無防備なので我慢できずにハメてしまった…（8月14日、Z-MEN）※オムニバス作品

- 本年度最高の逸材 アナル女優! 処女尻穴貫通 2穴ファック!（6月10日、サディスティックヴィレッジ）
- 集団おなら責め 放屁でお仕置きする女尊男卑会社（12月14日、犬）※オムニバス作品

### VR
2020年
- M男を人間便器にして楽しむゲロスカ女子倶楽部（4月24日、ディープス）
- リアル性交サバイバル PACOLOR JAPAN VR（5月31日、TMA）
- 素人女子○生 ハメ撮りVR（6月4日、Yellow Pinkman）※「莉乃」名義

### アダルトサイト
「FANZA」
- 性格良い子［限定］AV面接 春川莉乃（2020年5月28日、ティーチャー）
- ようこ（2020年7月2日、ION ミルキー倶楽部）

「FC2」
- 【学級イチの美少女】若すぎるカラダは超早漏でしたwwエッチに興味津々でおっぱい急成長中♪恋に恋する思春期娘をハメて中出ししまくったwww（2020年7月6日、令和美少女 ゼロ号機）

### イメージDVD
- 恋する乙女は大胆不敵（2020年5月23日、CRANE）※「春野めばえ」名義

## 出演

### テレビ
- クイズおならで答えて！～桃の節句・屁な祭りSP！ 目指せ！温泉旅行～（2021年3月3日、パラダイステレビ)[5]